# Cedric McMillan
Cedric McMillan (født 17. august 1977 død 12. April 2022) var en amerikansk professional bodybuilder ved IFBB og instruktør ved den amerikanske hær.
I 2017 vandt Cedric førstepladsen i den anerkendte bodybuilderkonkurrence Arnold Classic, der bliver afholdt af den tidligere Mr. Olympia vinder Arnold Scwarzenegger.